# Washington Park (Florida)
Washington Park è un census-designated place degli Stati Uniti d'America situato nella parte centralee della Contea di Broward dello Stato della Florida.
Secondo le previsioni del 2011, la città ha una popolazione di 1.672 abitanti su una superficie di 1,10 km².